# Mark Lester
Mark Lester (Oxford, Oxfordshire, Anglaterra, 11 de juliol de 1958) és un actor britànic.

## Biografia
Comença la seva carrera molt d'hora amb només 6 anys, i esdevindrà ràpidament un nen estrella al Regne Unit amb pel·lícules com Oliver!, Run Wild, Run Free de Richard C. Sarafian, Bellesa negra o en la pel·lícula escàndol Diabólica malicia, amb Britt Ekland. Decideix posar punt final a la seva carrera l'any 1977, a continuació esdevindrà metge osteòpata a Cheltenham. Torna  al món del cinema l'any 2009.

## Michael Jackson
Mark Lester va ser amic de Michael Jackson durant molt de temps. És també el padrí dels seus 3 fills: Prince Michael, Paris & Prince Michael II. El maig de 2013, declara que és el pare biològic dels tres fills de Michael Jackson i es manifesta a punt per fer un test d'ADN per provar la seva bona fe si els fills el demanden. En efecte, Mark Lester estima que la seva filla Harriet s'assembla molt a París Jackson, la filla que Michael Jackson ha tingut de Debbie Rowe. D'altra banda, Jane, exesposa de Mark Lester, rebutja les seves al·legacions segons les quals podria ser el pare biològic de la filla de Michael Jackson. A més, les mares de les dues noies, Jane i Debbie Rowe, s'assemblen igualment molt, cosa que podria explicar una ressemblança fortuïta entre Harriet i Paris.

## Filmografia
Filmografia:
- 1964: Allez France! de Robert Dhéry: Gérald
- 1964: The Human Jungle (sèrie TV): petit noi
- 1965: Spaceflight IC-1: An Adventure in Space (sèrie TV): Don Saunders
- 1966: Destination Danger (sèrie TV): Noi
- 1966: Curt Martial (sèrie TV): Paolo Stevens
- 1966: Fahrenheit 451 de François Truffaut: Segon escolar
- 1967: Other mother's House: Jiminee
- 1968: Oliver!: Oliver Twist
- 1969: Run Wild, Run Free de Richard C. Sarafian: Philip Ransome
- 1969: Then Came Bronson (sèrie TV): John Beaman
- 1969: The Ghost and Mrs. Muir (sèrie TV): Mark Helmore (2 episodis)
- 1970: Eyewitness: Ziggy
- 1970: The Boy Who Stole the Elephant (TV): Davey
- 1970: El món meravellós de Disney (sèrie TV): Davey (2 episodis)
- 1971: Melody de Waris Hussein: Daniel Latimer
- 1971: Bellesa negra: Joe Evans
- 1972: Qui va matar la tieta Roo?: Christopher Coombs
- 1972: Diabólica malicia: Marcus
- 1973: Redneck: Lennox Duncan
- 1973: Sotsugyo ryoko: Mike Richard
- 1973: Scalawag: Jamie
- 1975: La prima volta sull'erba
- 1977: El príncep i el captaire: El príncep Edouard / Tom Canty
- 2013: 1066: El rei Harold II